# Mark van Bommel
Mark Peter Gertruda Andreas van Bommel (* 22. April 1977 in Maasbracht, heute zu Maasgouw, Niederlande) ist ein niederländischer ehemaliger Fußballspieler und gegenwärtiger -trainer. Der ehemalige Mittelfeldspieler war in den Niederlanden, Spanien, Deutschland sowie Italien aktiv und spielte 79-mal für die A-Nationalmannschaft seines Landes.

## Sportliche Laufbahn

### Vereinskarriere

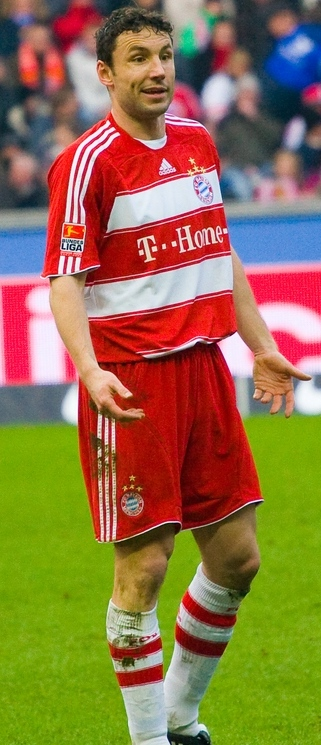
Mark van Bommel im Trikot des FC Bayern

Van Bommel begann seine Profikarriere bei Fortuna Sittard, mit der er 1995 als Meister der 2. Liga in die Eredivisie aufstieg und sich zu einem gestandenen Mittelfeldspieler entwickelte. Bereits 1992/93 hatte er, gerade 16 Jahre alt geworden, in der höchsten niederländischen Spielklasse debütiert.
Vor der Saison 1999/00 wechselte er zur PSV Eindhoven und gewann in sechs Spielzeiten vier Titel. 2005 warben FC Barcelona, Real Madrid und Borussia Dortmund um den Eindhovener Mannschaftskapitän, der durch konstant gute Leistungen und mit der Fähigkeit, aus der zweiten Reihe Tore zu erzielen, auf sich als torgefährlicher Mittelfeldspieler aufmerksam machte. Der FC Barcelona entschied das Rennen für sich und verpflichtete den Nationalspieler. Bei seiner Ankunft in Barcelona bat er die Journalisten, Interviews mit ihm auf Spanisch zu führen, damit er die Sprache so schnell wie möglich lernen könne.
Zur Saison 2006/07 wechselte er nach einjähriger Spielzeit bei den Katalanen, mit denen er die Spanische Meisterschaft und die Champions League gewonnen hatte, zum FC Bayern München, bei dem er einen Dreijahresvertrag erhielt. Die Ablöse betrug laut dem Manager des FC Bayern, Uli Hoeneß, sechs Millionen Euro. Sein Debüt für den FC Bayern München gab er am 9. September im DFB-Pokal-Spiel gegen den FC St. Pauli. Sein Bundesligadebüt bestritt er am 16. September 2006 (4. Spieltag) bei einer 1:2-Niederlage bei Arminia Bielefeld. In diesem Auswärtsspiel erzielte er mit dem Führungstreffer zum 1:0 in der sechsten Minute auch sein erstes Tor für den Verein.
Am 9. August 2008 ernannte ihn Trainer Jürgen Klinsmann zum Nachfolger von Oliver Kahn als Spielführer des FC Bayern München. Damit wurde er der erste ausländische Spieler, der dauerhaft die Spielführerbinde beim deutschen Rekordmeister trug. Auch unter seinem Landsmann Louis van Gaal ab 2009 blieb van Bommel Kapitän. Mit der Aussage „Mein Kapitän spielt immer“ wurde ihm ein Stammplatz zugesichert. Mit den Bayern gewann er 2008 und 2010 das Double aus Deutscher Meisterschaft und DFB-Pokal. Zudem führte er sein Team 2010 ins Finale der Champions League, das jedoch gegen Inter Mailand verloren wurde.
Nachdem das Verhältnis zwischen van Bommel und van Gaal schlechter wurde und sein Stammplatz in Gefahr geraten war, kündigte van Bommel den bis Sommer 2011 laufenden Vertrag im Einverständnis mit dem FC Bayern München vorzeitig auf und wechselte – nachdem auch der VfL Wolfsburg Interesse bekundet hatte – am 25. Januar 2011 zum italienischen Erstligisten AC Mailand. Einen Tag später debütierte er beim 2:1-Sieg im Viertelfinalspiel der Coppa Italia gegen Sampdoria Genua für die Mailänder. Sein Debüt in der Serie A beim 2:0-Sieg bei Catania Calcio am 29. Januar 2011 (22. Spieltag) endete bereits nach 54 Minuten, da er mit der Gelb-Roten Karte des Spielfeldes verwiesen wurde. Mit den Mailändern gewann er die Meisterschaft und am 6. August in Peking den Supercup durch einen 2:1-Sieg über Inter Mailand.
Nachdem sein Vertrag bei der AC Mailand nicht verlängert worden war, kehrte van Bommel in der Sommerpause 2012 zurück zur PSV Eindhoven, bei der er einen bis 30. Juni 2013 gültigen Vertrag unterzeichnete. Für Eindhoven spielte er im Trikot mit der Rückennummer 6. Mit der PSV verlor er das niederländische Pokalfinale am 9. Mai 2013. Am letzten Spieltag der Saison 2012/13 sah van Bommel die Gelb-Rote Karte und verkündete nach dem Spiel sein Karriereende.
Am 19. Juli 2013 fand in Eindhoven sein Abschiedsspiel statt, an dem internationale Fußballstars und frühere Mannschaftskameraden teilnahmen. Van Bommel verabschiedete sich vom aktiven Fußball mit dem Anschlusstreffer zum 3:4-Endstand in der 77. Minute.

### Auswahleinsätze

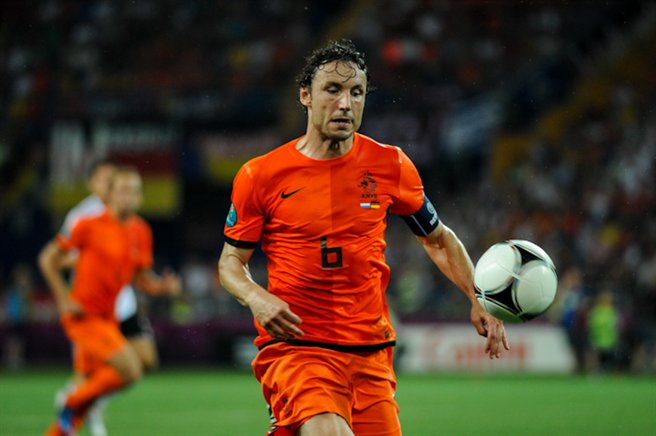
Van Bommel im EM-Gruppenspiel gegen Deutschland am 13. Juni 2012

Sein Debüt in der A-Nationalmannschaft seines Landes gab van Bommel am 7. Oktober 2000 beim 4:0-Sieg über Zypern. Da die Elftal an der Qualifikation zur Fußball-Weltmeisterschaft 2002 scheiterte und eine Achillessehnenverletzung ihn zwang, kurz vor der Europameisterschaft 2004 in Portugal abzusagen, musste er lange auf die Teilnahme an einem großen Turnier warten. Die Weltmeisterschaft 2006 in Deutschland war van Bommels erstes großes Turnier. Während der Qualifikation kam van Bommel in zwölf Spielen nur sechs Mal zum Einsatz, weil der niederländische Nationaltrainer Marco van Basten mit seinen Leistungen unzufrieden war. Obwohl das Verhältnis von Trainer und Spieler gegen eine Nominierung sprach, berief ihn van Basten in den Kader der Niederländer. In der Endrunde kam er in drei von vier Spielen zum Einsatz.
Nach der Weltmeisterschaft wurde van Bommel für die beiden Qualifikations-Spiele zur Europameisterschaft 2008 gegen Luxemburg und Belarus nicht mehr berücksichtigt. Die Berufung für das Spiel gegen Bulgarien lehnte er mit den Worten, „nicht mehr unter Marco van Basten für die Niederlande spielen zu wollen“, ab.
Nach der EM 2008 wurde Bert van Marwijk neuer Bondscoach, worauf van Bommel sein Interesse, wieder für die Nationalmannschaft spielen zu wollen, mit den Worten „Ich habe immer gesagt, dass ich zurück will, wenn Marco van Basten weg ist. Jetzt ist er weg, und zufälligerweise ist mein Schwiegervater auch noch der neue Bondscoach. Wenn er mich braucht, bin ich da.“ bekundete.
Im August 2008 nominierte van Marwijk seinen Schwiegersohn van Bommel für ein Test-Länderspiel gegen Russland. Danach lief er für die Elftal bei sieben der acht Qualifikationsspiele für die WM 2010 auf und erzielte dabei in den Auswärtsspielen in Norwegen und Island je einen Treffer.
Van Bommel stand auch im Aufgebot für das WM-Endrunden-Turnier 2010 in Südafrika. Mit den Niederlanden erreichte er das erste Mal seit 32 Jahren das WM-Finale, welches jedoch am 11. Juli 2010 mit 0:1 gegen Europameister Spanien verloren wurde.
Nach seiner Rückkehr wurde van Bommel zum Stammspieler und zu einer wichtigen Stütze in der Nationalmannschaft. Vor Beginn der Qualifikation zur Europameisterschaft 2012 wurde van Bommel zum neuen Mannschaftskapitän der Elftal benannt. Er trat damit die Nachfolge von Giovanni van Bronckhorst an, der dieses Amt zuvor bis zu seinem Karriereende nach der WM 2010 innehatte.
Nach dem Ausscheiden der Niederlande bei der EM 2012 beendete er am 20. Juni 2012 seine Nationalmannschaftskarriere. In insgesamt 79 Länderspielen waren ihm zehn Tore gelungen.

## Trainerlaufbahn
Zeitnah nach dem Ende der Profikarriere stieg der frühere Nationalspieler in den Trainerberuf ein. Zunächst arbeitete er beim niederländischen Verband als Co-Trainer der U-17-Auswahl. Diese Rolle hatte er auch zweimal bei von Bert van Marwijk trainierten A-Nationalmannschaften inne, jenen von Saudi-Arabien und Australien. Dazwischen sowie teilweise parallel lag ein Engagement als verantwortlicher Trainer der U-19 der PSV Eindhoven im Spieljahr 2018/19.
Zur Saison 2018/19 wurde van Bommel Cheftrainer der PSV Eindhoven. In seiner ersten Saison holte die Mannschaft unter ihrem ehemaligen Spieler die Vizemeisterschaft. Nach dem Aus in der Gruppenphase der Europa League und einem bereits auf zehn Punkte angewachsenen Rückstand auf Tabellenführer Ajax Amsterdam wurde der Niederländer jedoch im Anschluss an den 17. Spieltag der Spielzeit 2019/20 in Eindhoven entlassen.
Zur Saison 2021/22 übernahm van Bommel den VfL Wolfsburg als Nachfolger des zu Eintracht Frankfurt gewechselten Oliver Glasner. Er unterschrieb einen Vertrag bis zum Juni 2023. Der VfL schied in der ersten Runde des DFB-Pokals 2021/22 trotz eines 3:1-Erfolgs aus, weil van Bommel in der Verlängerung einen Spieler mehr eingewechselt hatte als erlaubt. In der Liga startete der VfL mit vier Siegen, blieb aber in den folgenden fünf Spielen sieglos und verlor vier Mal. Auch in der Champions League blieb die Mannschaft bei zwei Unentschieden und einer Niederlage sieglos. Nach wettbewerbsübergreifend acht sieglosen Spielen in Folge trennte sich der Verein am 24. Oktober 2021 auf dem neunten Tabellenplatz stehend von van Bommel.
Ende Mai 2022 wurde er vom belgischen Erstdivisionär Royal Antwerpen als neuer Trainer mit einer Vertragslaufzeit von zwei Jahren verpflichtet. Van Bommel führte den Verein in der Saison 2022/23 zum Sieg des belgischen Pokals. Die Hauptrunde der Division 1A beendete der Verein auf Platz 3. Durch drei Siege in den Meister-Play-off wurden diese mit einem Punkt Vorsprung beendet, so dass Antwerpen nach 66 Jahren wieder belgischer Meister wurde.
Die neue Saison begann mit dem Gewinn des belgischen Supercups. Die Hauptrunde der Division 1A wurde auf Platz 3 beendet. In den folgenden Meister-Play-off gewann Antwerpen nur zwei Spiele und verlor acht, so dass der Verein auf den letzten Platz der Play-off abrutschte. Im Pokal wurde das Finale erreicht, was aber gegen Royale Union Saint-Gilloise verloren ging, so dass die Qualifikation für den Europapokal im folgenden Jahr verpasst wurde. In der Champions League wurde über die Play-off die Gruppenphase erreicht. Dort wurde man mit nur einem Sieg Letzter.
Anfang Mai 2024 entschied van Bommel sich, den Verein zum Saisonende vorzeitig zu verlassen.

## Erfolge

### Nationalmannschaft
- Vize-Weltmeister: 2010

### Vereine
- PSV Eindhoven
  - Niederländischer Meister 2000, 2001, 2003 und 2005
  - Niederländischer Pokal-Sieger 2005
  - Niederländischer Pokal-Finalist 2013
  - Niederländischer Supercup-Sieger 2000, 2001 und 2003
- FC Barcelona
  - Champions-League-Sieger 2006
  - Spanischer Meister 2006
  - Spanischer Supercup-Sieger 2005 und 2006
- FC Bayern München
  - Champions-League-Finalist 2010
  - Deutscher Meister 2008, 2010
  - DFB-Pokal-Sieger 2008, 2010
  - DFL-Ligapokal-Sieger 2007
- AC Mailand
  - Italienischer Meister 2011
  - Italienischer Supercup-Sieger 2011
- Royal Antwerpen (als Trainer)
  - belgischer Meister: 2022/23
  - belgischer Pokalsieger: 2022/23
  - Gewinner belgischer Supercup: 2023

### Auszeichnungen
- Fußball-Talent des Jahres der Niederlande 1999
- Fußballer des Jahres der Niederlande 2001, 2005

## Unsportlichkeiten
Mark van Bommel stand aufgrund von Unsportlichkeiten und Tätlichkeiten während seiner Zeit beim FC Bayern München wiederholt in der Kritik. Im Februar 2007 wurde er für eine provokante Geste gegenüber den Fans von Real Madrid in der UEFA Champions League für ein Spiel auf Bewährung gesperrt. Im März 2007 versuchte van Bommel, seinen Gegenspieler Pavel Pardo vom VfB Stuttgart mit seinem Ellbogen zu treffen, was ihm jedoch misslang. Obwohl es zu massiven Protesten und Kritik in den Medien kam, wurde van Bommel vom DFB-Kontrollausschuss freigesprochen. Im Juli desselben Jahres kniff van Bommel während eines Ligapokalspiels seinem Gegenspieler Fernando Meira in die Genitalien. Nachträgliche Untersuchungen des DFB führten zu einer Sperre von drei Spielen wegen „krass sportwidrigen Verhaltens“. Im Februar 2008 setzte van Bommel seinen Ellbogen gegen Rafael van der Vaart vom Hamburger SV ein und erhielt in demselben Spiel aufgrund einer Provokation gegenüber dem Schiedsrichter die gelb-rote Karte. Zudem wurden zusätzliche Ermittlungen wegen obszöner Gesten gegenüber dem Schiedsrichter aufgenommen. Im April 2008 wurde van Bommel gegen den VfL Bochum bereits in der 27. Spielminute wegen wiederholten Foulspiels mit Gelb-Rot vom Platz gestellt. Im August 2008 wurde van Bommel in einem Bundesligaspiel gegen Borussia Dortmund wegen Ellbogeneinsatzes gegen Tamás Hajnal mit gelb-roter Karte vom Platz gestellt.
Ottmar Hitzfeld, langjähriger Trainer des FC Bayern München, prägte in Bezug auf van Bommel den positiv konnotierten Begriff Aggressive Leader und verteidigte wiederholt seine Unsportlichkeiten auf dem Platz. Von Medien wurde van Bommel jedoch wiederholt wegen seines Spielstils hart attackiert. So wurde und wird er beispielsweise als „Rüpel“ und „Rambo“ bezeichnet.

## Privat
- 2010 wurde van Bommel von der Vrije Universiteit Amsterdam (VU) mit einem Sprachenpreis geehrt. Das VU-Sprachenzentrum untersuchte die Sprechgewohnheiten von 26 niederländischen Nationalspielern in ihrer Muttersprache. Van Bommel argumentiere nach der Meinung der Sprachwissenschaftler am besten. Seine Rhetorik sei gut entwickelt, er benutze auch nicht die Floskeln der Fußballer-Sprache. Sobald van Bommel vom Platz komme, analysiere er verständlich das Spiel.[35] Van Bommels Auszeichnung war nach einer Ehrung für Trainer van Gaal bereits der zweite Sprachenpreis für Angestellte des FC Bayern München.
- Er ist mit der Tochter des Fußballtrainers Bert van Marwijk, Andra, verheiratet und hat drei Kinder. Sein Sohn Thomas (* 2002) ist ebenfalls Profifußballer und spielt seit September 2020 erstmals in der Eerste Divisie bei MVV Maastricht,[36] wie auch sein zweiter Sohn Ruben (* 2004) seit August 2022.[37]